# Zna (Mokscha)
Die Zna (russisch Цна) ist ein linker, 451 km langer linker Nebenfluss der Mokscha im europäischen Teil Russlands. 

## Flusslauf
Die Zna entspringt rund 15 km nordwestlich von Rschaksa im südlichen Teil der Oblast Tambow. Sie fließt zunächst in nördlicher Richtung und erreicht Tambow, wo sie ein beliebtes Ausflugsziel ist. Nach der Einmündung der Tschelnowaja rund 60 km nördlich von Tambow beschreibt die Zna eine weite Linkskurve bis kurz vor Morschansk. Hier nimmt sie die Kaschma auf und fließt weiter durch den nördlichen Bereich der Oblast Tambow.
Rund 20 km südlich von Schazk erreicht die Zna die Oblast Rjasan, deren Südosten sie zunächst weiterhin in Richtung Norden durchfließt. 10 km nach der Einmündung der Schatscha beschreibt sie erneut eine weite Linkskurve bis kurz vor Sassowo. Nach weiteren 20 km mündet sie dann in die Mokscha.

## Nutzung
Die Zna ist auf 47 km während der eisfreien Zeit von Ende November/Anfang Dezember bis Ende März/Anfang April schiffbar und wird unter anderem mit Luftkissenfahrzeugen für die Personenbeförderung genutzt. In der Sowjetunion fuhren Schiffe bis Tambow.
Die Zna ist ein ruhiger, sanft mäandrierender Fluss mit zahlreichen Altarmen, der zum Angeln und als Ausflugsziel sowie für Floßfahrten genutzt wird.
Unterhalb Tambows ist die Zna durch mehrere Dämme für die Stromgewinnung aufgestaut.